# Находкінське газонафтове родовище
Находкінське газонафтове родовище – гігантське родовище у Тюменській області Росії, виявлене на східному узбережжі Тазівської губи. Відноситься до Західно-Сибірської нафогазоносної провінції.

## Геологічна інформація
На Находкінському виявили кілька покладів у покурській свиті:
- газовий в пласті ПК1, який належить до сеноманського ярусу (верхня крейда) та залягає на глибині від 962 до 1067 метрів. Покрівлю забезпечує потужна товща глин туронського ярусу. За своїм складом газ відноситься до метанового (96,7% – 98,8%);
- дві газові з нафтовими облямівками в пласті ПK16-17 та дві газові в пласті ПK18, які відносяться до аптського ярусу (нижня крейда).
Станом на початок 2017 року початкові видобувні запаси вільного газу за російськими категоріями А+В+С1 оцінювались у 238 млрд м3.

## Розробка
Родовище виявили в 1974 році.
В 2003-му стартував проект розробки, а на 2005-й припало введення родовища в експлуатацію. Станом на початок 2017 року накопичений видобуток становив 87 млрд м3 газу.
Для видачі продукції спорудили газопровід Находкінське – Ямбург.
Проект розробки реалізує компанія «Лукойл».